# Brie Bella
Brianna Garcia (21 de novembre de 1983 -), més coneguda com a Brie Bella, és un lluitadora professional estatunidenca, que treballa a la marca de ECW de l'empresa World Wrestling Entertainment (WWE). Brie Bella forma tag amb la seva germana Nikki Bella i juntes s'anomenen The Bella Twins (Les Bessones Bella en català).

## 2007 - 2016
Brie Bella va debutar el 2007 amb la WWE. Va començar un feu amb Neidhart & Crawford, a qui van derrotar en nombroses ocasions durant el mes d'octubre.8 setembre. També van competir ocasionalment en combats en parelles mixtes juntament amb Kofi Kingston & Robert Anthony.

## 2017 - Actualitat
Brie Bella va deixar la seva carrera com a lluitadora professional quan va tenir el seu primer fill amb el també lluitador Daniel Bryan a finals de 2017.
Està previst que Brie aparegui durant el 25é aniversari de Raw amb la seva germana Nikki.